# 王愛明
王愛明（英語：Felicia Wong，1951年8月9日—），香港女演員及歌手。

## 簡歷
王愛明於1951年出生，在家中三姊妹中排行第二。王愛明4歲半已隨擔任電影工作者的父親加入影圈成為童星，其首部參演電影為1955年上映的《魂斷望夫山》。1960年曾以《後門》一片獲頒第七屆亞洲影展最佳女配角金禾獎。1965年，與當時影壇其餘六位粵語片童星出身的女演員馮素波、沈芝華、陳寶珠、蕭芳芳、薛家燕及馮寶寶結拜為七公主，王愛明按年齡長幼順序排行第六。1970年加入無綫電視，1973年與沈殿霞、汪明荃、張德蘭四人組成《歡樂今宵》內的歌舞組合「四朵金花」。曾主唱《四朵金花》、機動戰士高達主題曲、主持兒童節目《跳飛機》及婦女節目《婦女新姿》，並在1983年電視劇《神鵰俠侶》飾演程英。
王愛明篤信佛教，其於1990年代息影後，曾參股經營位於九龍佐敦佐敦道13號華豐大廈地下的素食餐廳普光齋。

## 電影作品
- 魂斷望夫山（1955年）
- 簡娘（1955年）
- 春殘夢斷（1955年）
- 後窗（1955年）
- 龍虎笙歌戲鳳凰（1955年）
- 霸王妖姬（1956年）
- 碧海浮屍（1956年）
- 唐山阿嫂（1957年）
- 婦唱夫隨（1957年）
- 包公奇案（1957年）
- 魂歸離恨天（1957年）
- 浪子回頭（1958年）
- 酒店情殺案（1958年）
- 柳暗花明（1958年）
- 給我一個吻（1958年）
- 碧血劍（1958年）
- 有女懷春（1958年）
- 第七號司機（1958年）
- 天倫情淚（1959年）
- 生死連枝（上集）（1959年）
- 一命三兇手（1959年）
- 生死連枝（下集大結局）（1959年）
- 情天血淚（1959年）
- 真假千金（1959年）
- 丈夫的情人（1959年）
- 笑笑笑（1960年）
- 電梯情殺案（1960年）
- 苦海孤雛（1960年）
- 考道（1960年）
- 孝感動天（上集）（1960年）
- 可憐天下父母心（1960年）
- 連理枝（1960年）
- 五月雨中花（下集）（1960年）
- 孝感動天（1960年）
- 晚娘（1960年）
- 我要活下去（1960年）
- 後門（1960年）
- 五月雨中花（上集）（1960年）
- 傻俠勤王（1961年）
- 一夜難忘（1961年）
- 滿園春色（1961年）
- 胭脂賊（1962年）
- 喜事重重（1962年）
- 未婚夫妻（1966年）
- 金色聖誕夜（1967年）
- 天劍絕刀（1967年）
- 七公主（下集）（1967年）
- 蓬門淑女（1967年）
- 七公主（上集）（1967年）
- 兔女郎（1967年）
- 鳳舞驚魂（1967年）
- 青春之戀（1967年）
- 鎖著的新娘（1968年）
- 浪子佳人（1968年）
- 霧美人（1968年）
- 冬戀（1968年）
- 賊千金（1968年）
- 小五義大破銅網陣（1968年）
- 天劍絕刀（大結局）（1968年）
- 滿園春色（1968年）
- 飛女正傳（1969年）
- 雙鎗沙膽標（1969年）
- 黃衫客（1969年）
- 飛男飛女（1969年）
- 玉女劍（1969年）
- 青春頌（1970年）
- 瘋狂酒吧（1970年）
- 瓊花仙子（1970年）
- 學府新潮（1970年）
- 蕩女痴男（1970年）
- 小金剛（1970年）
- 歌迷小姐（1971年）
- 天天報喜（1974年）
- 大鄉里（1974年）
- 冬戀（1974年）
- 香港73（1974年）
- 太平山下（1974年）
- 盲女奇緣（1975年）

## 電視劇作品

### 無綫電視
- 向日葵（1972年）
- 患難真情（1972年）
- 小鳳仙（1973年）
- 西遊記（1974年）
- 小婦人 飾 張愛菊（1975年）
- 江湖小子 飾 大碧（1976年）
- 諸事丁（1976年）
- 一劍鎮神州 飾 白如霜（1978年）
- 上海灘 飾 教師（1980年）
- 荊途（1982年）
- 天龍八部之虛竹傳奇 飾 天山童姥（1982年）
- 神鵰俠侶 飾 程英（1983年）

### 香港電台
- 城市故事-籠中人 飾 張姑娘（1981年）

## 節目主持
- 跳飛機（1980年-1982年）
- 婦女新姿（1984年-1991年）

## 音樂作品
- 太空戰士（機動戰士高達香港版電視粵語主題曲）
- 科學探險隊

## 外部連結
- 王愛明：公子多情 未必真愛